# Остров Мазовецка
Остров Мазовецка или О̀струв Мазовѐцка (на полски: Ostrów Mazowiecka) е град в Източна Полша, Мазовско войводство. Административен център е на Островски окръг, както и на селската Островска община, без да е част от нея. Самият град е обособен в самостоятелна градска община с площ 22,27 км2.

## География
Градът се намира в историческата област Мазовия. Разположен е на 94 километра североизточно от Варшава, на 65 километра северно от Шедълце, на 101 километра югозападно от Бялисток, на 46 километра южно от Ломжа и на 42 километра югоизточно от Остроленка.

## История
За пръв път селището е споменато в писмен документ през 1410 година. Получава градско право през 1434 година от княз Болеслав IV Варшавски.
В периода 1975 -1998 година е част от Остроленското войводство.

## Население
Населението на града възлиза на 22 536 души (2010). Гъстотата е 1 011,94 души/км2.

## Личности

### Родени в града
- Кристина Шенкевич – полска актриса
- Веслав Тупачевски – полски сатирик
- Войчех Дмоховски – полски актьор
- Йежи Борджиловски – полски военен, генерал
- Наталия Стар (Катаржина Тишка) - порноактриса
- Наташа Стар - порноактриса

## Градове партньори
- Брембате ди Сопра, Италия
- Изяслав, Украйна